# NGC 4705
NGC 4705 ist eine 12,8 mag helle Balken-Spiralgalaxie vom Hubble-Typ SBbc im Sternbild Jungfrau auf der Ekliptik. Sie ist schätzungsweise 188 Millionen Lichtjahre von der Milchstraße entfernt und hat einen Durchmesser von etwa 175.000 Lichtjahren.

Im selben Himmelsareal befinden sich u. a. die Galaxien NGC 4697, NGC 4718, NGC 4720, IC 825.
Das Objekt wurde am 22. Februar 1787 von Wilhelm Herschel mit einem 18,7-Zoll-Spiegelteleskop entdeckt, der sie mit „cF, pL, E“ beschrieb.